# Liste des sites Ramsar en Islande
Cet article recense les zones humides de l'Islande concernées par la convention de Ramsar.

## Statistiques
La convention de Ramsar est entrée en vigueur en Islande le 2 avril 1978.
En janvier 2020, le pays compte 6 sites Ramsar, couvrant une superficie de 1 286,66 km2 (soit environ 1,2% du territoire islandais).

## Liste
| Site                                     | Comté             | Notes | Date            | Superficie (km²) | Altitude (m) | Identifiant Ramsar | Identifiant WDPA | Coordonnées                         | Photo |
| ---------------------------------------- | ----------------- | ----- | --------------- | ---------------- | ------------ | ------------------ | ---------------- | ----------------------------------- | ----- |
| Région de Mývatn-Laxá                    | Norðurland eystra |       | 2 décembre 1977 | 200,00           | 0 - 277      | 167                | 68003            | 65° 30′ nord, 17° 03′ ouest         |       |
| Þjórsárver (is)                          | Suðurland         |       | 20 mars 1990    | 375,00           | 580 - 1 143  | 460                | 68004            | 64° 37′ 01″ nord, 18° 45′ 00″ ouest |       |
| Grunnafjörður (is)                       | Austurland        |       | 24 juin 1996    | 14,70            | 0            | 854                | 127843           | 64° 22′ 59″ nord, 21° 55′ 01″ ouest |       |
| Zone d'habitat protégée d'Andakíll       | Austurland        |       | 18 février 2013 | 30,86            | 2 - 20       | 2129               | 555558403        | 64° 33′ 00″ nord, 21° 46′ 59″ ouest |       |
| Réserve naturelle de Guðlaugstungur (is) | Norðurland vestra |       | 18 février 2013 | 401,60           | 478 - 1 140  | 2130               | 555558404        | 64° 57′ 00″ nord, 19° 16′ 01″ ouest |       |
| Zone du Snæfell et d'Eyjabakkar (is)     | Austurland        |       | 18 février 2013 | 264,50           | 600 - 1 833  | 2131               | 555558405        | 64° 43′ 01″ nord, 15° 31′ 01″ ouest |       |